# Münden (Lichtenfels)
Münden ist ein Stadtteil von Lichtenfels (Hessen) im hessischen Landkreis Waldeck-Frankenberg.

## Lage
In dem an der Orke, ca. 1,5 km von der westfälischen Grenze entfernt, gelegenen Dorf leben rund 380 Menschen. Früher wurde im Dorf Plattdeutsch gesprochen, da es nördlich der Benrather Linie lag. In der Gemarkung des Orts befindet sich die Wüstung Nerdar.

## Geschichte
Im Jahre 1028 bestätigte Kaiser Konrad  II., dass der Abt des Klosters Corvey der Matrone Alvered den Hof zu Gimundia zur lebenslangen Benutzung gegeben habe. Damit wurde Münden erstmals urkundlich erwähnt. Am Ende des 13. Jahrhunderts verpfändete Corvey den Waldecker Grafen Otto I. von Waldeck  das Amt Münden. In einem Streit zwischen Corvey und Waldeck wurde Münden im Jahre 1321 durch Schiedsspruch den Waldeckern zugesprochen. Graf Heinrich IV. von Waldeck verpfändete den Ort 1336 dem Grafen Johann von Nassau-Hadamar  als Mitgift seiner Tochter Elisabeth. Ab 1473 gehörte Münden, das bis dahin Sitz eines Corveyschen und später Waldeckischen Amtes gewesen war, zum Dalwigkschen Amt Lichtenfels. In den von 1533 andauernden Fehden und Grenzstreitigkeiten zwischen Kurköln und Waldeck beanspruchten die Kölner Kurfürsten auch das Dorf Münden. Die Einwohner wurden vor das kölnische Gericht in Medebach gefordert, doch wurde ihnen das Erscheinen dort von den Herren von Dalwigk untersagt. Im Jahre 1663 verzichtete Kurköln dann in einem Vergleich mit den Grafen von Waldeck auf die Ansprüche auf Dorf und Amt Münden.
Die Kirche wurde 1921–23 erneuert.
Am 1. Oktober 1971 bildeten Münden und sieben weitere Gemeinden die neue Stadt Lichtenfels.

## Historische Ortsnamen
Historische Ortsnamen sind: Gimundia, Gemundi (1120), Gimunden (1125), Munden (1298), Gemonden (1321), Gemunden (1336, 1473) oder Dreckmünden (1679).

## Politik
Münden verfügt als Ortsbezirk über einen Ortsbeirat, bestehend aus fünf Mitgliedern, dessen Vorsitzender ein Ortsvorsteher ist.

## Persönlichkeiten
- Carl von und zu Schachten (1788–unbekannt), Erbkämmerer und Mitglied der kurhessischen Ständeversammlung